# Зеравшан
Зеравшан (на персийски: زرافشان; на таджикски: Зарафшон – „златоносна“; на узбекски: Zarafshon/Зарафшон/زېرەۋشان; от персийската дума Zar-afšān, на персийски: زرافشان, означаваща „разхвърляща злато“; на руски: Зеравшан) е голяма река в Средна Азия, протичаща по територията на Таджикистан и Узбекистан, губеща се в пясъците на пустинята Къзълкум. Дължина 877 km. Площ на водосборния басейн, където реално има речен отток 17 700 km².
Река Зеравшан води началото си под името Матча от Зеравшанския ледник, спускащ се по западния склон на планинския възел Коксу (събирането на хребетите Туркестански, Зеравшански и Алайски), част от планинската система Хисаро-Алай, на около 2800 m н.в., в северната част на Таджикистан. На протежение около 300 km тече в западна посока в тясна и дълбока долина между Туркестанския хребет на север и Зеравшанския хребет на юг. Тук в нея се вливат най-големите ѝ притоци (предимно леви) – Фандаря, Кщут, Магиан. След град Пенджикент реката напуска планините, навлиза в Узбекистан и тече по обширна равнинна местност. Оттук до „устието си“ Зеравшан вече не получава нито един приток. Североизточно от град Самарканд се разделя на два ръкава – Акдаря (северен) и Карадаря (южен), които в района на сгт Янгирабад отново се сливат. Между двата ръкава е разположено езерото Мианкале. След град Кармана реката завива на югозапад под името Каракулдаря, навлиза в пустинята Къзълкум и се разделя на ръкави. След като премине през Бухарския и Каракулския оазиси, водите на Зеравшан постепенно намаляват, поради 100-процентовото им използване за напояване и в района на град Алат напълно изчезват в пясъците, достигайки само на 30 km от Амударя.
Подхранването на реката е снежно-ледниково. Най-голям отток (250 – 690 m³/s) се наблюдава през месец юли, а най-малък (28 – 60 m³/s) – през март. Среден годишен отток при устието на река Магиан 162 m³/s. След излизането си планините на Хисаро-Алай водите на реката изцяло се използват за напояване и водоснабдяване. Тук в долината ѝ са изградени три големи водохранилища: Каттакурганско, Куюмазарско и Тудакулско. Най-долното течение на реката се подхранва с води идващи от река Амударя по Аму-Бухарския канал. Долината на река Зеравшан е много гъсто заселена още от древността. Тук са разположени градовете Пенджикент в Таджикистан, Самарканд, Джамбай, Челек, Ищихан, Каттакурган, Акташ, Навои, Кармана, Къзълтепа, Гиждуван, Вабкент, Ромитан, Галаасия, Бухара, Каган, Каракул, Алат всичките в Узбекистан.

## Топографска карта
- J-41-Б М 1:500000[2]
- J-42-А М 1:500000[3]
- J-42-Б М 1:500000[4]